# Spiaggia di vetro
Spiaggia di vetro è un film del 2025 diretto da Will Geiger.

## Trama
Salvo, pescatore siciliano, ha trovato lavoro in Calabria come produttore di carbone di qualità. A seguito di un ictus che colpisce il padre fa ritorno in Sicilia. Lì trova la casa abitata dall'immigrata africana Binta con il figlio Moussa la quale afferma di aver curato suo padre ed aver il diritto di rimanere lì. L'uomo vorrebbe mandarli via ma mano quest'ultimo creerà un forte legame con Moussa con il quale restaurerà la barca appartenuta al padre e riconsidererà la sua posizione di non cacciarli.

## Distribuzione
Il film è stato distribuito nelle sale cinematografiche italiane il 30 giugno 2025.